# 新麒足球俱乐部
新麒足球俱乐部（英語：Sinchi Football Club），是曾经于2003年至2005年参加新加坡职业足球联赛的足球俱乐部，其球员主要从中国各级联赛租借。2004年，俱乐部还曾赞助原中国乙级球队广东名峰的教练员和球员以新麒的名义参加联赛。2005年12月，俱乐部宣布将不会参加次年的联赛，从此退出足坛。

## 俱乐部成绩
| 年度   | 联赛排名 | 杯赛         |
| ------ | -------- | ------------ |
| 2003年 | 第九名   | 四分之一决赛 |
| 2004年 | 第七名   | 半决赛       |
| 2005年 | 第九名   | 四分之一决赛 |

## 知名球员
新麒参加新加坡联赛的三年期间，曾租借了大量中国球员，其中有不少颇具名气不过在中国联赛难以获得出场机会的球员。
- 黄翌（2003年）
- 鲍文杰（2003年）
- 田玉来（2003年）
- 李本舰（2004年）
- 周熠（2004年）
- 姜峰（2005年）
- 陈波（2005年）
- 姚立（2005年）
- 吴昊（2005年）
- 白广海（2005年）
- 佟迪（2005年）
- 邱礼
- 施佳懿

此外，新麒的吉林籍青年球员江涛于2004年在训练场上遭雷击身亡，是中国仅有的遭此不幸的运动员，引起中国媒体关注和同情。